# بانو و جنتلمن سیاه‌پوش
بانو و جنتلمن سیاه‌پوش (انگلیسی: A Lady and Gentleman in Black) یک نقاشی با ابعاد ۱۳۱٫۶ در ۱۰۹ سانتیمتر (۵۱٫۸ در ۴۲٫۹ اینچ) اثر رامبرانت، هنرمند هلندی است که در سال ۱۶۳۳ خلق و زوجی خوش‌پوش را نشان می‌دهد. این نقاشی در موزهٔ ایزابلا استوارت گاردنر شهر بوستون نگهداری می‌شد اما در جریان سرقت از موزه ایزابلا استوارت گاردنر، همراه با آثار دیگر به سرقت رفت.